# Wallenhorst

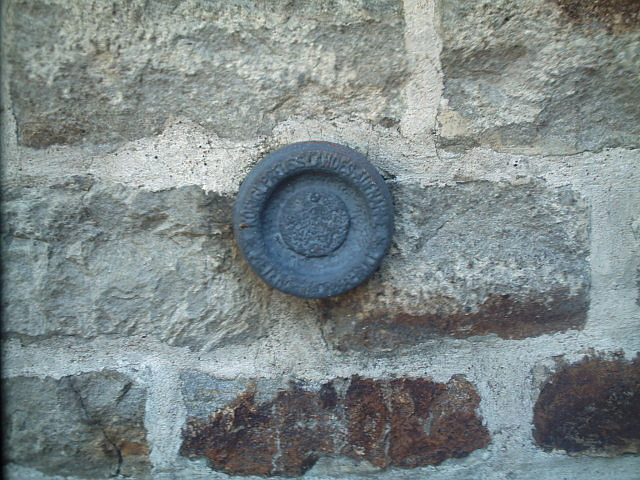
Nivellementpunkt an der neuen
St.-Alexander-Kirche in Wallenhorst

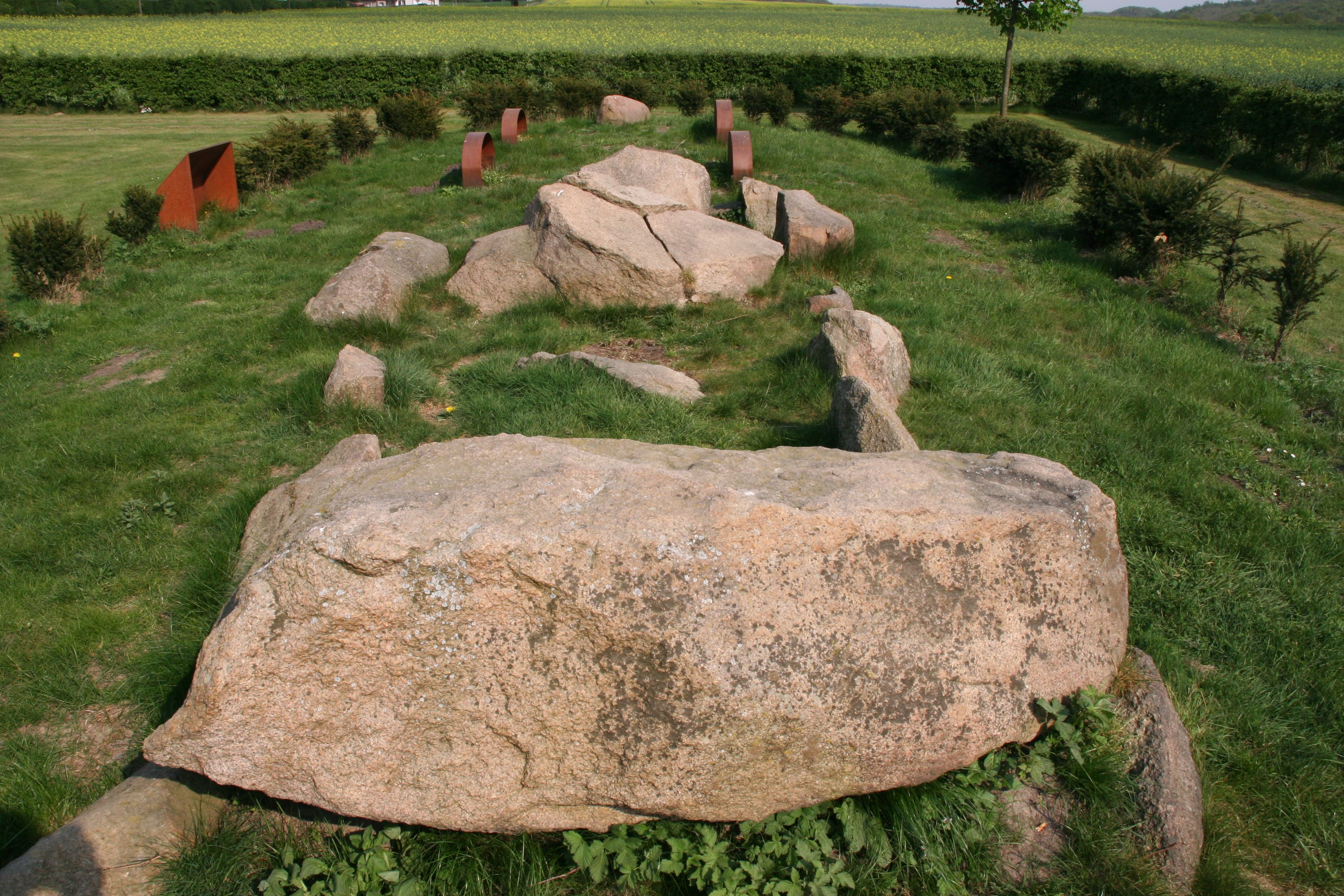
Helmichsteine in Rulle an der Straße der Megalithkultur

Wallenhorst ist eine selbständige Gemeinde im Landkreis Osnabrück. Aufgrund der Gebietsreform im Jahr 1972 wurde durch den Zusammenschluss der bis dahin eigenständigen Gemeinden Wallenhorst, Hollage, Rulle und Lechtingen die heutige Gemeinde gebildet. Diese ehemaligen Gemeinden bilden heute die Ortsteile der Gemeinde Wallenhorst.

## Geographische Lage
Wallenhorst liegt im Osnabrücker Land an den südlichen Ausläufern des Wiehengebirges mitten im Natur- und Geopark TERRA.vita. Die Gemeinde gehört zum Einzugsgebiet der südlich angrenzenden Stadt Osnabrück und ist etwa 7 km von deren Stadtzentrum entfernt. Weitere Nachbargemeinden sind Bramsche im Norden und Belm im Osten (beide in Niedersachsen) sowie das nordrhein-westfälische Lotte im Westen.
Die Bezugshöhe des Deutschen Haupthöhennetzes, das Normalhöhennull, ist an einem Höhenfestpunkt an der Neuen St.-Alexander-Kirche festgemacht. Die Geopotentielle Kote dieses Punktes wurde 1986 im Rahmen des europäischen Nivellementnetzes (UELN) ermittelt und bildet die Basis für alle Höhenmessungen in Deutschland.

## Geschichte
Im Ortsteil Rulle legen die Helmichsteine, ein Großsteingrab der Megalithkultur, Zeugnis ab von den ältesten Besiedlungsspuren. In Rulle befindet sich auch die Wittekindsburg. Sie war eine frühmittelalterliche Befestigungsanlage.
Im ältesten Teil Wallenhorsts, dem östlich des heutigen Zentrums gelegenen Alten Dorf, befand sich wahrscheinlich ein vorchristliches Heiligtum aus dem 8. Jahrhundert. Es lag auf dem Gelände des Meyerhofs, in dessen Nachbarschaft sich weitere Bauernhöfe befanden. Das Fundament des Heiligtums wurde um 800 teilweise für den Bau der Alten St.-Alexander-Kirche genutzt. Erstmals erwähnt wurde Wallenhorst in der lateinischen Legende De miraculis sancti Alexandri als Walonhurst, wo im Jahre 851 der seines Augenlichts beraubte Wetrih dem christlichen Märtyrer Alexander von Rom entgegenlief und durch ein Wunder seine Sehkraft wiedererlangte: Alter vero vir nomine Weltrih oculorum lumine privatus in eodem itinere in villa Walonhurst sancto martyri Alexandro occurrit meritisque eius adiuvantibus visum recepit. Der „Hörnschen Hof“, der urkundlich seit 1223 nachgewiesen ist, aber vermutlich etwa 200 Jahre älter ist, war ebenfalls ein Meierhof. Der nördlich des Alten Dorfs in Richtung Pente gelegene Hof ist seit 1910/11 nicht mehr im Besitz der nach ihm benannten Sippe Hörnschemeyer.
Das Zentrum Wallenhorsts verlagerte sich nach der Fertigstellung der Neuen St.-Alexander-Kirche gegen Ende des 19. Jahrhunderts nach Westen zum Neuen Dorf. Die neue Kirche wurde nahe der gotischen Annakapelle aus dem 15. Jahrhundert auf dem Bokholt errichtet. Der Bokholt war der Versammlungsplatz der Stiftsstände des Hochstifts Osnabrück im 15. und 16. Jahrhundert. Das Alte Dorf östlich der Bundesstraße 68 behielt seinen ländlichen Charakter.
Am 4. April 1945 endete in Wallenhorst der Zweite Weltkrieg. Bereits am Vorabend hatten britische Truppen von Westen kommend den Osnabrücker Stichkanal erreicht und konnten über drei nicht zerstörte Brücken in Lechtingen einen Brückenkopf bilden. Der Volkssturm sollte die Brücken sprengen, jedoch unterblieb dieses, obwohl bereits Sprengstoff an den Brücken angebracht war. In mindestens einem Fall sollen Bürger aus Lechtingen die Sprengladung unschädlich gemacht haben.
Am 19. November 1966 stürzte die im Bau befindliche Brücke der B 68 über die Ruller Straße in sich zusammen. Da gerade Betonierarbeiten stattfanden, wurde der neben der Brücke befindliche Hexenstein unter dem noch flüssigen Beton größtenteils verschüttet. Erst 1997 wurde er wieder freigelegt.

### Gemeindegliederung
| Ortsteile                | Einwohner |
| ------------------------ | --------- |
| Hollage                  | 9.525     |
| Lechtingen               | 4.583     |
| Rulle                    | 4.600     |
| Wallenhorst              | 4.989     |
| (Stand 29. Oktober 2020) |           |

### Eingemeindungen
Am 1. Juli 1972 wurden die Gemeinden Hollage, Lechtingen und Rulle eingegliedert.

### Einwohnerentwicklung
Die folgende Übersicht zeigt die Einwohnerzahlen von Wallenhorst im jeweiligen Gebietsstand und jeweils am 31. Dezember.
Bei den Zahlen handelt es sich um Fortschreibungen des Landesbetriebs für Statistik und Kommunikationstechnologie Niedersachsen auf Basis der Volkszählung vom 25. Mai 1987.
Bei den Angaben aus den Jahren 1961 (6. Juni) und 1970 (27. Mai) handelt es sich um die Volkszählungsergebnisse einschließlich der Orte, die am 1. Juli 1972 eingegliedert wurden.

Einwohnerentwicklung von Wallenhorst von 1961 bis 2017. Siehe auch Abschnitt #Eingemeindungen

| Jahr | Einwohner |
| ---- | --------- |
| 1961 | 09.700    |
| 1970 | 13.879    |
| 1987 | 20.752    |
| 1990 | 21.604    |
| 1995 | 22.844    |
| 2000 | 23.293    |
| 2005 | 24.135    |

| Jahr | Einwohner |
| ---- | --------- |
| 2010 | 23.706    |
| 2011 | 23.557    |
| 2014 | 23.001    |
| 2016 | 23.125    |
| 2017 | 22.981    |
| 2018 | 23.081    |

## Konfessionen

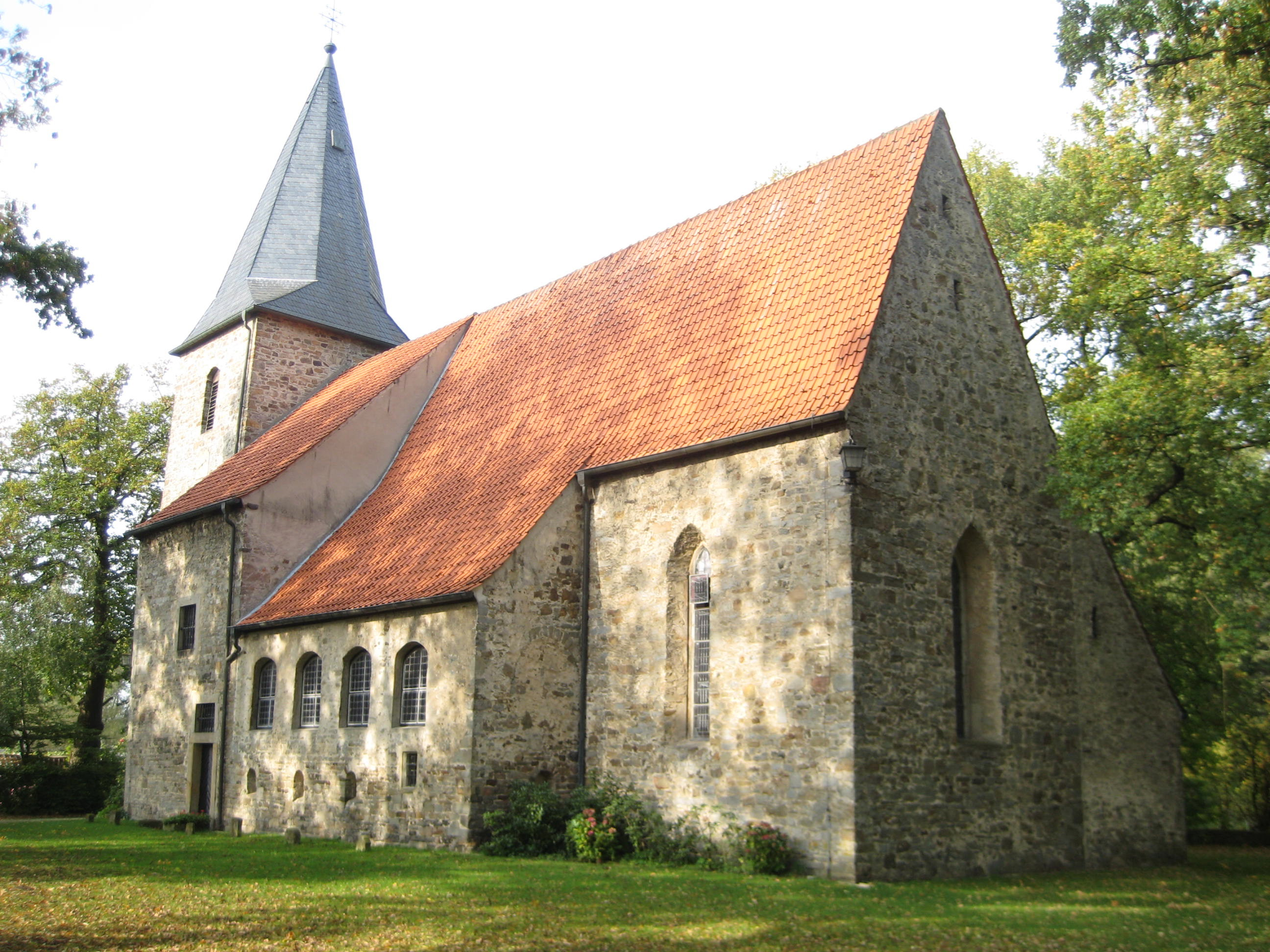
Die Alte St.-Alexander-Kirche in Wallenhorst

Wallenhorst ist überwiegend römisch-katholisch geprägt, was sich im Gemeindewappen in Form eines Kreuzes widerspiegelt, die vier Rauten deuten die vier Ortsteile an. Rund 15.000 Katholiken gehören den drei Gemeinden St. Alexander (Wallenhorst, Lechtingen) mit der Alten und der Neuen St.-Alexander-Kirche, St. Josef (Hollage und Hollage-Ost) und St. Johannes (Rulle) an.

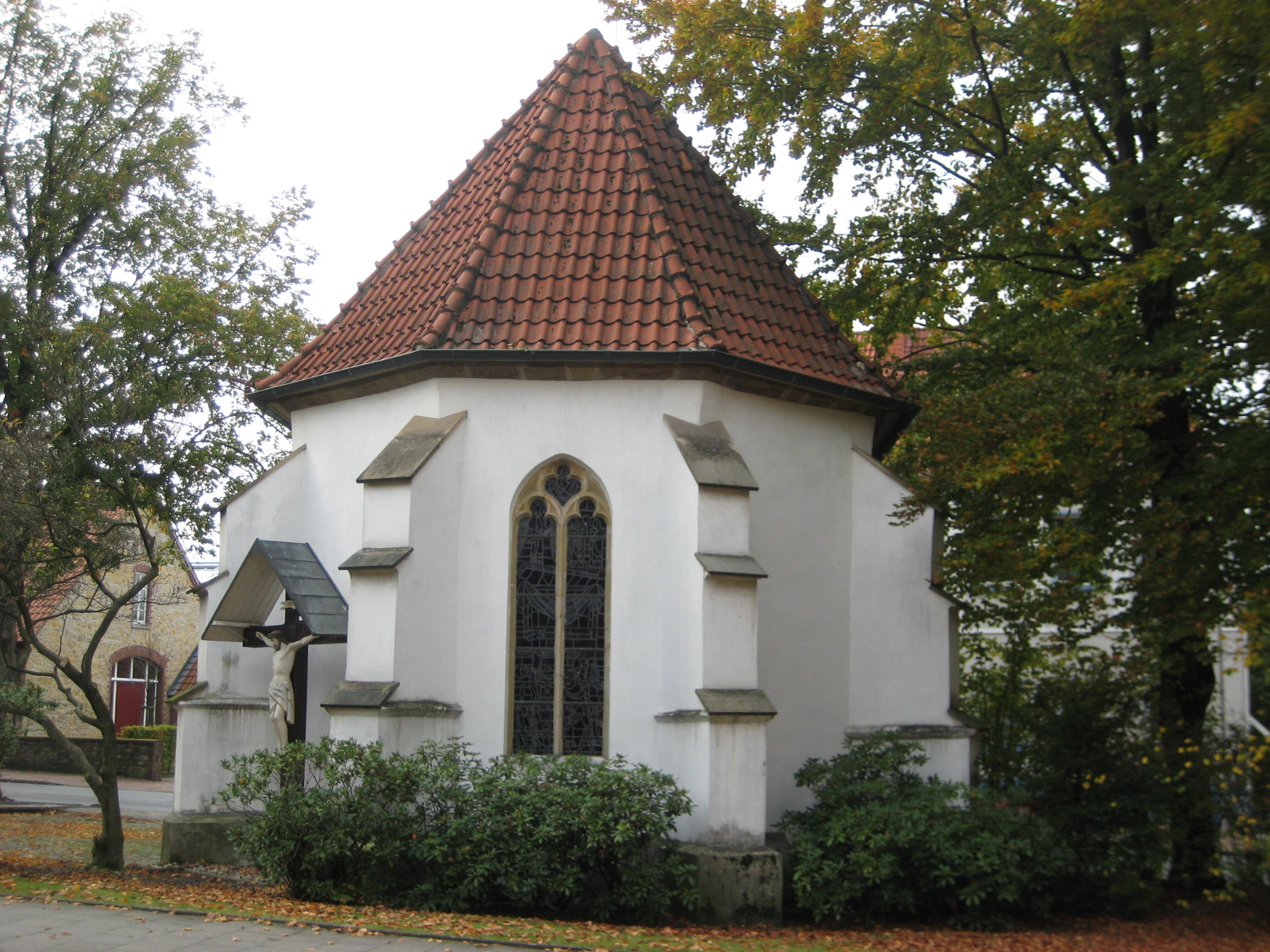
Die gotische Annakapelle

Neben den katholischen gibt es zwei evangelisch-lutherische Gemeinden: die Andreasgemeinde (Hollage und Alt-Wallenhorst) und die Paul-Gerhardt-Gemeinde (Lechtingen, Rulle sowie der Osnabrücker Stadtteil Haste) mit gut 5.000 Mitgliedern.
Im Ortsteil Rulle bestand von 1246/47 bis 1803 das Kloster Rulle, eine Abtei der Zisterzienserinnen.

## Politik

### Gemeinderat
Der Gemeinderat der Gemeinde Wallenhorst besteht aus 34 Ratsfrauen und Ratsherren. Dies ist die festgelegte Anzahl für eine Gemeinde mit einer Einwohnerzahl zwischen 20.001 und 25.000 Einwohnern. Die 34 Ratsmitglieder werden durch eine Kommunalwahl für jeweils fünf Jahre gewählt. Die aktuelle Amtszeit begann am 1. November 2021 und endet am 31. Oktober 2026.
Stimmberechtigt im Rat der Gemeinde ist außerdem der hauptamtliche Bürgermeister Otto Steinkamp (parteilos).
Die folgende Tabelle zeigt die Kommunalwahlergebnisse seit 1972.
| Rat der Gemeinde Wallenhorst: Wahlergebnisse und Gemeinderäte | Rat der Gemeinde Wallenhorst: Wahlergebnisse und Gemeinderäte | Rat der Gemeinde Wallenhorst: Wahlergebnisse und Gemeinderäte | Rat der Gemeinde Wallenhorst: Wahlergebnisse und Gemeinderäte | Rat der Gemeinde Wallenhorst: Wahlergebnisse und Gemeinderäte | Rat der Gemeinde Wallenhorst: Wahlergebnisse und Gemeinderäte | Rat der Gemeinde Wallenhorst: Wahlergebnisse und Gemeinderäte | Rat der Gemeinde Wallenhorst: Wahlergebnisse und Gemeinderäte | Rat der Gemeinde Wallenhorst: Wahlergebnisse und Gemeinderäte | Rat der Gemeinde Wallenhorst: Wahlergebnisse und Gemeinderäte | Rat der Gemeinde Wallenhorst: Wahlergebnisse und Gemeinderäte | Rat der Gemeinde Wallenhorst: Wahlergebnisse und Gemeinderäte | Rat der Gemeinde Wallenhorst: Wahlergebnisse und Gemeinderäte | Rat der Gemeinde Wallenhorst: Wahlergebnisse und Gemeinderäte | Rat der Gemeinde Wallenhorst: Wahlergebnisse und Gemeinderäte | Rat der Gemeinde Wallenhorst: Wahlergebnisse und Gemeinderäte | Rat der Gemeinde Wallenhorst: Wahlergebnisse und Gemeinderäte | Rat der Gemeinde Wallenhorst: Wahlergebnisse und Gemeinderäte | Rat der Gemeinde Wallenhorst: Wahlergebnisse und Gemeinderäte | Rat der Gemeinde Wallenhorst: Wahlergebnisse und Gemeinderäte | Rat der Gemeinde Wallenhorst: Wahlergebnisse und Gemeinderäte | Rat der Gemeinde Wallenhorst: Wahlergebnisse und Gemeinderäte | Rat der Gemeinde Wallenhorst: Wahlergebnisse und Gemeinderäte | Rat der Gemeinde Wallenhorst: Wahlergebnisse und Gemeinderäte | Rat der Gemeinde Wallenhorst: Wahlergebnisse und Gemeinderäte | Rat der Gemeinde Wallenhorst: Wahlergebnisse und Gemeinderäte |
| | SPD                                                           | SPD                                                           | CDU                                                           | CDU                                                           | CDW/W1                                                        | CDW/W1                                                        | Grüne                                                         | Grüne                                                         | FDP                                                           | FDP                                                           | AfD                                                           | AfD                                                           | WWG2                                                          | WWG2                                                          | Die Linke                                                     | Die Linke                                                     | Piraten                                                       | Piraten                                                       | EB                                                            | EB                                                            | Gesamt                                                        | Gesamt                                                        | Wahl- beteiligung                                             |                                                               |                                                               |
| Wahlperiode | %                                                             | Mandate                                                       | %                                                             | Mandate                                                       | %                                                             | Mandate                                                       | %                                                             | Mandate                                                       | %                                                             | Mandate                                                       | %                                                             | Mandate                                                       | %                                                             | Mandate                                                       | %                                                             | Mandate                                                       | %                                                             | Mandate                                                       | %                                                             | Mandate                                                       | %                                                             | Gesamtanzahl der Sitze im Rat                                 | %                                                             |                                                               |                                                               |
| --- | ------------------------------------------------------------- | ------------------------------------------------------------- | ------------------------------------------------------------- | ------------------------------------------------------------- | ------------------------------------------------------------- | ------------------------------------------------------------- | ------------------------------------------------------------- | ------------------------------------------------------------- | ------------------------------------------------------------- | ------------------------------------------------------------- | ------------------------------------------------------------- | ------------------------------------------------------------- | ------------------------------------------------------------- | ------------------------------------------------------------- | ------------------------------------------------------------- | ------------------------------------------------------------- | ------------------------------------------------------------- | ------------------------------------------------------------- | ------------------------------------------------------------- | ------------------------------------------------------------- | ------------------------------------------------------------- | ------------------------------------------------------------- | ------------------------------------------------------------- | ------------------------------------------------------------- | ------------------------------------------------------------- |
| 1972–1976 | –                                                             | 9                                                             | –                                                             | 20                                                            | –                                                             | –                                                             | –                                                             | –                                                             | –                                                             | –                                                             | –                                                             | –                                                             | –                                                             | 2                                                             | –                                                             | –                                                             | –                                                             | –                                                             | –                                                             | –                                                             |                                                               | 31                                                            | 86,9                                                          |                                                               |                                                               |
| 1976–1981 | –                                                             | 11                                                            | –                                                             | 19                                                            | –                                                             | –                                                             | –                                                             | –                                                             | –                                                             | –                                                             | –                                                             | –                                                             | –                                                             | 3                                                             | –                                                             | –                                                             | –                                                             | –                                                             | –                                                             | –                                                             |                                                               | 33                                                            | 94,8                                                          |                                                               |                                                               |
| 1981–1986 | –                                                             | 8                                                             | –                                                             | 16                                                            | –                                                             | –                                                             | –                                                             | –                                                             | –                                                             | 2                                                             | –                                                             | –                                                             | –                                                             | 5                                                             | –                                                             | –                                                             | –                                                             | –                                                             | –                                                             | 1                                                             |                                                               | 32                                                            | 79,5                                                          |                                                               |                                                               |
| 1986–1991 | –                                                             | 9                                                             | –                                                             | 21                                                            | –                                                             | –                                                             | –                                                             | 2                                                             | –                                                             | 1                                                             | –                                                             | –                                                             | –                                                             | 2                                                             | –                                                             | –                                                             | –                                                             | –                                                             | –                                                             | –                                                             |                                                               | 35                                                            | 73,5                                                          |                                                               |                                                               |
| 1991–1996 | –                                                             | 10                                                            | –                                                             | 17                                                            | –                                                             | –                                                             | –                                                             | 3                                                             | –                                                             | 1                                                             | –                                                             | –                                                             | –                                                             | 4                                                             | –                                                             | –                                                             | –                                                             | –                                                             | –                                                             | –                                                             |                                                               | 35                                                            | 70,9                                                          |                                                               |                                                               |
| 1996–2001 | 29,9                                                          | 11                                                            | 51,7                                                          | 19                                                            | –                                                             | –                                                             | 9,8                                                           | 3                                                             | 1,7                                                           | 0                                                             | –                                                             | –                                                             | 7                                                             | 2                                                             | –                                                             | –                                                             | –                                                             | –                                                             | –                                                             | –                                                             | 100                                                           | 35                                                            | 69,5                                                          |                                                               |                                                               |
| 2001–2006 | 38,2                                                          | 13                                                            | 49,3                                                          | 18                                                            | –                                                             | –                                                             | 4,8                                                           | 1                                                             | 1,1                                                           | 0                                                             | –                                                             | –                                                             | 6,5                                                           | 2                                                             | –                                                             | –                                                             | –                                                             | –                                                             | –                                                             | –                                                             | 100                                                           | 34                                                            | 58,7                                                          |                                                               |                                                               |
| 2006–2011 | 38,5                                                          | 13                                                            | 48,0                                                          | 16                                                            | –                                                             | –                                                             | 5,8                                                           | 2                                                             | 2,8                                                           | 1                                                             | –                                                             | –                                                             | 4,9                                                           | 2                                                             | –                                                             | –                                                             | –                                                             | –                                                             | –                                                             | –                                                             | 100                                                           | 34                                                            | 63,5                                                          |                                                               |                                                               |
| 2011–2016 | 31,3                                                          | 11                                                            | 42,8                                                          | 15                                                            | –                                                             | –                                                             | 12,8                                                          | 4                                                             | –                                                             | –                                                             | –                                                             | –                                                             | 10,2                                                          | 3                                                             | 1,6                                                           | 1                                                             | 1,4                                                           | 0                                                             | –                                                             | –                                                             | 100                                                           | 34                                                            | 58,7                                                          |                                                               |                                                               |
| 2016–2021 | 31,0                                                          | 11                                                            | 28,7                                                          | 10                                                            | 18,1                                                          | 6                                                             | 6,3                                                           | 2                                                             | 3,5                                                           | 1                                                             | –                                                             | –                                                             | 8,6                                                           | 3                                                             | 2,7                                                           | 1                                                             | 1,1                                                           | 0                                                             | –                                                             | –                                                             | 100                                                           | 34                                                            | 63,5                                                          |                                                               |                                                               |
| 2021–2026 | 29,0                                                          | 10                                                            | 23,4                                                          | 8                                                             | 21,3                                                          | 7                                                             | 15,2                                                          | 5                                                             | 8,2                                                           | 3                                                             | 2,9                                                           | 1                                                             | –                                                             | –                                                             | –                                                             | –                                                             | –                                                             | –                                                             | –                                                             | –                                                             | 100                                                           | 34                                                            | 63,9                                                          |                                                               |                                                               |
| Prozentanteile gerundet. Quellen: Landesbetrieb für Statistik und Kommunikationstechnologie Niedersachsen, Landkreis Osnabrück. Bei unterschiedlichen Angaben in den genannten Quellen wurden die Daten des Landesbetrieb für Statistik und Kommunikationstechnologie verwendet, da diese eine insgesamt höhere Plausibilität aufweisen. 1 Christlich, Demokratisch für Wallenhorst – Die Wählergruppe 2 Wallenhorster Wählergemeinschaft. Hat sich 2020 der CDW/W angeschlossen. |                                                               |                                                               |                                                               |                                                               |                                                               |                                                               |                                                               |                                                               |                                                               |                                                               |                                                               |                                                               |                                                               |                                                               |                                                               |                                                               |                                                               |                                                               |                                                               |                                                               |                                                               |                                                               |                                                               |                                                               |                                                               |

### Bürgermeister, Vorsteher und Gemeindedirektoren
Hauptamtlicher Bürgermeister der Gemeinde Wallenhorst ist Otto Steinkamp (parteilos). Im September 2021 wurde er mit rund 87 Prozent der Stimmen als Bürgermeister wiedergewählt, Gegenkandidat Claus Hagen (parteilos) erhielt rund 13 Prozent.
Bürgermeister:
- seit 2014 Otto Steinkamp (parteilos)
- 2000–2014 Ulrich Belde (SPD)
- 1996–2000 Helmut Lahrmann (CDU)
- 1981–1996 Ewald Schawe (CDU)[19]
- 1976–1981 Helmut Krabbe (CDU)
- 1972–1976 August Schawe (CDU)
- 1968–1972 Josef Beckmann[20]
- 1957–1968 Johannes Trimpe
- 1948–1957 Mathias Riepenhoff
- 1946–1948 Johannes Trimpe
- 1945–1946 Heinrich Hardinghaus

Vorsteher:
- 1930–1945 Heinrich Hardinghaus
- 1920–1930 Kolon Josef Meyer
- 1917–1920 Kolon Heinrich Wulf
- 1915–1917 Kolon Josef Meyer
- 1906–1915 Kolon Heinrich Trimpe
- 1895–1906 Kolon Franz Sudowe
- 1893–1895 Kolon Heinrich Peddenpohl
- 1886–1893 Kolon Johann Mathias Meyer
- 1880–1886 Kolon Heinrich Peddenpohl
- 1875–1880 Kolon Johann Mathias Meyer
- 1857–1858 Kolon Christopher Heinrich Meyer (vermutlich auch nach 1858 noch Vorsteher)
- 1849 Kolon Christopher Heinrich Meyer
- 1814 Kolon Burmeister[21]

Gemeindedirektoren:
- 1984–1996 Walter Klein
- 1972–1984 Hugo Pott
- 1967–1972 Karl-Heinz Voerste
- 1965–1967 Wilhelm Osterfeld[22]

### Wappen

#### Aktuelles Wappen
Blasonierung: In Grün ein silberner Ring, über ihn gelegt in Art eines Schrägkreuzes vier silberne Rauten, eine Spitze zur Schildmitte; die Spitzen berühren sich nicht.
Die vier silbernen Rauten deuten hin auf die vier ehemaligen Gemeinden Wallenhorst, Hollage, Lechtingen und Rulle. Durch den Ring sind sie zu einem gemeinsamen Rad verbunden, dabei ist das Rad gleichzeitig das Wappensymbol des Bischofs von Osnabrück. Es kann aber auch als Bild des Ortsnamens Wallenhorst gedeutet werden: Der Wall umschließt einen Horst. Das in der Mitte entstehende Kreuz erinnert an die Sachsenkriege und die Christianisierung des Raumes. Grün kam in dem Wappen der Teilgemeinden nicht vor, die Farbe wurde als Sinnbild der lebendigen Natur gewählt, um auf die reizvolle Umgebung Wallenhorsts hinzuweisen.
Das Wappen wurde vom Heraldiker Hans-Heinrich Reclam gestaltet.

#### Historisches Wappen
Blasonierung: In Rot ein aus dem unteren Schildrand wachsendes goldenes Rad, von dessen sechs Speichen zwei ganz sichtbar sind. Auf dem Rad eine laufende goldene Henne, darüber in den Schildecken je ein lediges goldenes Tatzenkreuz.
Hauptfigur des Wappens ist die Henne. Sie krönt die Spitze der Alten Alexanderkirche in Wallenhorst, anders als bei anderen Kirchen, die in der Regel mit einem Hahn verziert sind. Daher gilt die Henne als besonderes Wahr- und Kennzeichen des Ortes. Das Rad ist das Wappenbild von Bistum und Stadt Osnabrück, zu denen seit dem frühen Mittelalter vielfältige Beziehungen bestehen. Die beiden Kreuze bezeichnen die alte und die neue Kirche des Ortes. Gold wurde für die Bilder gewählt, weil die Henne früher vergoldet war (Kollektenbief des Weihbischofs Otto Graf Bronckhorst aus dem Jahre 1711); Rot entspricht der Feldmarke des Niedersächsischen Wappens.

### Partnergemeinden
Wallenhorst unterhält seit Juni 2002 eine Partnerschaft zur Gemeinde Stawiguda (deutsch Stabigotten) in Polen und seit März 2008 zur  Gemeinde Priverno in der Provinz Latium in Italien.

## Kultur und Baudenkmale
siehe auch: Liste der Baudenkmale in Wallenhorst
- Mausefallenmuseum in einer alten Trafostation[23]

## Ehrungen
Seit 2001 wird in Wallenhorst der „Stein des Anstoßes“ an Menschen verliehen, die sich in einem Ehrenamt verdient gemacht haben. Über das Thema und die zu Ehrenden entscheidet eine Jury, der Ehrenamtliche aus allen Bereichen des Gemeindelebens angehören. Der Preis wird am „Tag des Anstoßes“ in einer Abendveranstaltung übergeben.
Preisträger:
- 2001: Evelin Risse unter dem Motto Zukunft braucht Herkunft für den Ökumenischen Gesprächskreis
- 2002: Margot Landwehr unter dem Motto Mit Behinderung – mitten im Leben für ihr Engagement in der Behindertensportgruppe des TSV Wallenhorst
- 2003: Patrick Bäune unter dem Motto Wo wir sind, ist Zukunft: Jugend in Wallenhorst für seine Tätigkeit im Deutschen Roten Kreuz
- 2004: Nelli und Paul Lenz mit ihren elf Kindern unter dem Motto halt! zusammen – Familien in Wallenhorst
- 2005: Ewald Willy Stiene unter dem Motto Umweltschutz in Wallenhorst: der Zukunft zuliebe für seine Tätigkeit als ehrenamtlicher Natur- und Artenschutzbeauftragter
- 2006: Heinz Schleibaum unter dem Motto Gemeinde in Bewegung: Sport in Wallenhorst für sein Engagement bei den Sportfreunden Lechtingen
- 2007: Angela und Ferdinand Ballmann unter dem Motto Im Alter mittendrin: Senioren in Wallenhorst für den Dienstagstreff Hollage
- 2008: Sabine und Thomas Olbert unter dem Motto In Wallenhorst verwurzelt, offen für die Welt für ihr Engagements für Menschen in Sri Lanka
- 2009: Franz Stavermann unter dem Motto Zwischen Erfolg und Ehrenamt: Wirtschaft in Wallenhorst für sein ehrenamtliches Engagement als Unternehmer in zahlreichen Vereinen und Initiativen
- 2010: Horst Klose unter dem Motto Wir sind Wallenhorst – einheimisch und zugewandert für seine integrative Jugendarbeit
- 2011: Burkhard Hörnschemeyer unter dem Motto Wo Kinder, da Zukunft für sein langjähriges ehrenamtliches Engagement für Kinder vor allem aus der Tschernobyl-Region
- 2012: Karl-Heinz Voerste unter dem Motto Vielfalt in Einheit: 40 Jahre Gemeinde Wallenhorst für sein Engagement um das Zusammenwachsen der Gemeinde
- 2013: Oliver Brink unter dem Motto Hier spielt die Musik für sein ehrenamtliches Engagement in der Kinder- und Jugendarbeit, vor allem im Bereich der musikalischen Früherziehung
- 2014: Mathilde Hawighorst unter dem Motto Miteinander und Füreinander: Wallenhorster engagieren sich für ihr Engagement in der Begleitung alter Menschen und ihrer Angehörigen
- 2015: Manfred Schürmann unter dem Motto Bildung in Wallenhorst – Mehr als Schule! für seinen ehrenamtlichen Deutschunterricht für Aussiedler und Flüchtlinge
- 2016: Jacqueline Mauter unter dem Motto Junges Ehrenamt – weiter so! Bleib dabei! für ihre herausragenden Verdienste im Ehrenamt als Ortsbeauftragte des Malteser-Hilfsdienstes
- 2017: Stefanie Wächter unter dem Motto Inklusion – Gemeinsam stark in Wallenhorst! für ihr ehrenamtliches Engagement im Bereich Inklusion
- 2018: Peter Papke unter dem Motto Aktiv vereint im Sport für sein ehrenamtliches Engagement im sportlichen Bereich
- 2019: Elisabeth, Martin und Reinhard Brüggemann unter dem Motto Familien in Wallenhorst – Ehrenamt ist Ehrensache für ihr herausragendes ehrenamtliches Engagement
- 2021: Christian Voßgröne unter dem Motto Natur bewahren – Wallenhorst macht mit für seinen bewussten Umgang mit der Natur und die ehrenamtliche Wissensvermittlung an Schülerinnen und Schüler im Rahmen der Bauernhof-AG der Erich-Kästner-Schule
- 2022: Wolfgang Himmel unter dem Motto Kunst und Kultur haben viele Gesichter für ehrenamtliches Engagement im Umfeld des Kulturdenkmals Windmühle Lechtingen[25]
- 2023: Sophie Meins unter dem Motto Aktiv im Ehrenamt – Jugend mischt mit für ihr vielseitiges ehrenamtliches Engagement u. a. bei der Johanniter-Unfall-Hilfe
- 2024: Christel Mysliworski unter dem Motto „Unbezahlbar – Ehrenamt im Ruhestand“

Im Jahr 2020 wurde der „Stein des Anstoßes“ aufgrund der Corona-Pandemie nicht vergeben.

## Wirtschaft und Infrastruktur

### Medien
In Osnabrück erscheint täglich die Neue Osnabrücker Zeitung mit dem Lokalteil „Osnabrück Nord“.
Das Bürger-Echo ist ein alle 14 Tage erscheinendes, lokales Informationsmagazin und erscheint in Wallenhorst in den Ortsteilen Hollage, Lechtingen, Rulle, Wallenhorst und in Osnabrück-Pye. Herausgeber ist der Bürgerverein Wallenhorst e. V.
„Wallenhorster“ ist ein im Sommer 2016 gegründetes Nachrichtenportal für die Gemeinde Wallenhorst und bietet aktuelle Nachrichten sowie Termine. „Wallenhorster“ gibt es als kostenlose App sowie als Onlinemagazin.

### Bildung
Im Ortsteil Wallenhorst gibt es eine Realschule, eine Hauptschule und eine Grundschule, in den Ortsteilen Rulle und Lechtingen noch je eine und in Hollage zwei Grundschulen.
In Wallenhorst befindet sich das WABE-Zentrum – Klaus-Bahlsen-Haus, der Versuchsbetrieb des Studiengangs Ökotrophologie der Hochschule Osnabrück. Außerdem befindet sich auf gleichem Gelände der „Waldhof“ als Versuchsbetrieb der Fakultät Agrarwissenschaften und Landschaftsarchitektur.
Der Competence Center ISOBUS e. V. (CCI) ist ein eingetragener Verein zur Förderung der technischen Weiterentwicklung, der beschleunigten Praxiseinführung sowie der internationalen Durchsetzung des ISOBUS, eines Datenübertragungssystems für die Landtechnik. Sitz ist der Versuchsbetrieb Waldhof.

### Pendler
Die Gemeinde Wallenhorst hatte im Jahr 2013 bei den sozialversicherungspflichtig Beschäftigten 7.551 Auspendler, von denen 4.482 Auspendler aus Wallenhorst nach Osnabrück zur Arbeit fuhren. Umgekehrt gab es 2013 bei den sozialversicherungspflichtig Beschäftigten 4.116 Einpendler nach Wallenhorst, von denen 1.111 Einpendler aus Osnabrück nach Wallenhorst kamen.

### Verkehr

#### Straße
Durch Wallenhorst führt die Bundesautobahn A 1 Puttgarden–Saarbrücken. Die Gemeinde ist direkt über die Abfahrt „Osnabrück-Nord“ zu erreichen. Ferner führt die Bundesstraße B 68 Cloppenburg-Scherfede durch die Gemeinde, außerdem die Landesstraße L109.
Die Ferienstraßen Straße der Megalithkultur sowie Bramgau-Route verlaufen über das Gebiet von Wallenhorst.

#### Busverkehr
Wallenhorst ist direkt in den Straßenpersonennahverkehr der Verkehrsgemeinschaft Osnabrück durch die Linien 533 und 581 – 586 eingebunden. Hauptträger der Fahrleistungen sind die Busbetriebe der Stadtwerke Osnabrück AG und der Weser-Ems Bus GmbH.
Dadurch haben Wallenhorst, Hollage, Rulle und Lechtingen in dichtem Taktverkehr (in der Regel alle 20/40 min oder alle 30 min) eine attraktive Busanbindung nach Osnabrück. Ferner gibt es einzelne Busverbindungen nach Icker und Damme.
Zwischen der Gemeinde Wallenhorst und der Stadt Osnabrück gibt es sehr starke Pendlerverflechtungen, weshalb die Gemeinde die bisher guten Busverbindungen aus allen Ortsteilen nach Osnabrück bezuschusst.

#### Bahnverkehr
Wallenhorst ist die größte Gemeinde Deutschlands, die noch nie eine eigene Bahnanbindung hatte. Nächster Bahnhof nur 1 km westlich der Gemeindegrenze ist der Bahnhof Halen in der Gemeinde Lotte, wo stündlich die Regionalbahnlinie RB 58 von Osnabrück nach Bremen fährt. Nördlich ist als Nächstes der Bahnhof Bramsche. Dort existieren Anschlüsse zur RB 58 und zum RE 18 (Osnabrück – Wilhelmshaven). Südlich ist der Haltepunkt Osnabrück Altstadt. Alle Buslinien mit Ziel Osnabrück fahren den Bahnhof an; die Bushaltestelle heißt (nach dem alten Namen des Bahnhofs und der Lage am Osnabrücker Hasetor) „Hasetor/Bahnhof Altstadt“. Dort kann in die Regionallinien RE 18 (Osnabrück – Wilhelmshaven), RB 58 (Osnabrück – Bremen), RE 60 (Rheine – Braunschweig) und RB 61 (Bad Bentheim – Bielefeld) eingestiegen werden. Als nächster Bahnhof ist der Osnabrücker Hauptbahnhof zu erreichen. Fast alle Buslinien, welche die Zielrichtung Osnabrück haben, führen dorthin. Dort bestehen weitere Anschlüsse an Regional- und Fernverkehrszüge.

#### Luftverkehr
In etwa 45 Kilometer Entfernung liegt der internationale Flughafen Münster-Osnabrück (FMO) in Greven, der direkt über die A 1 zu erreichen ist.

#### Schiffsverkehr

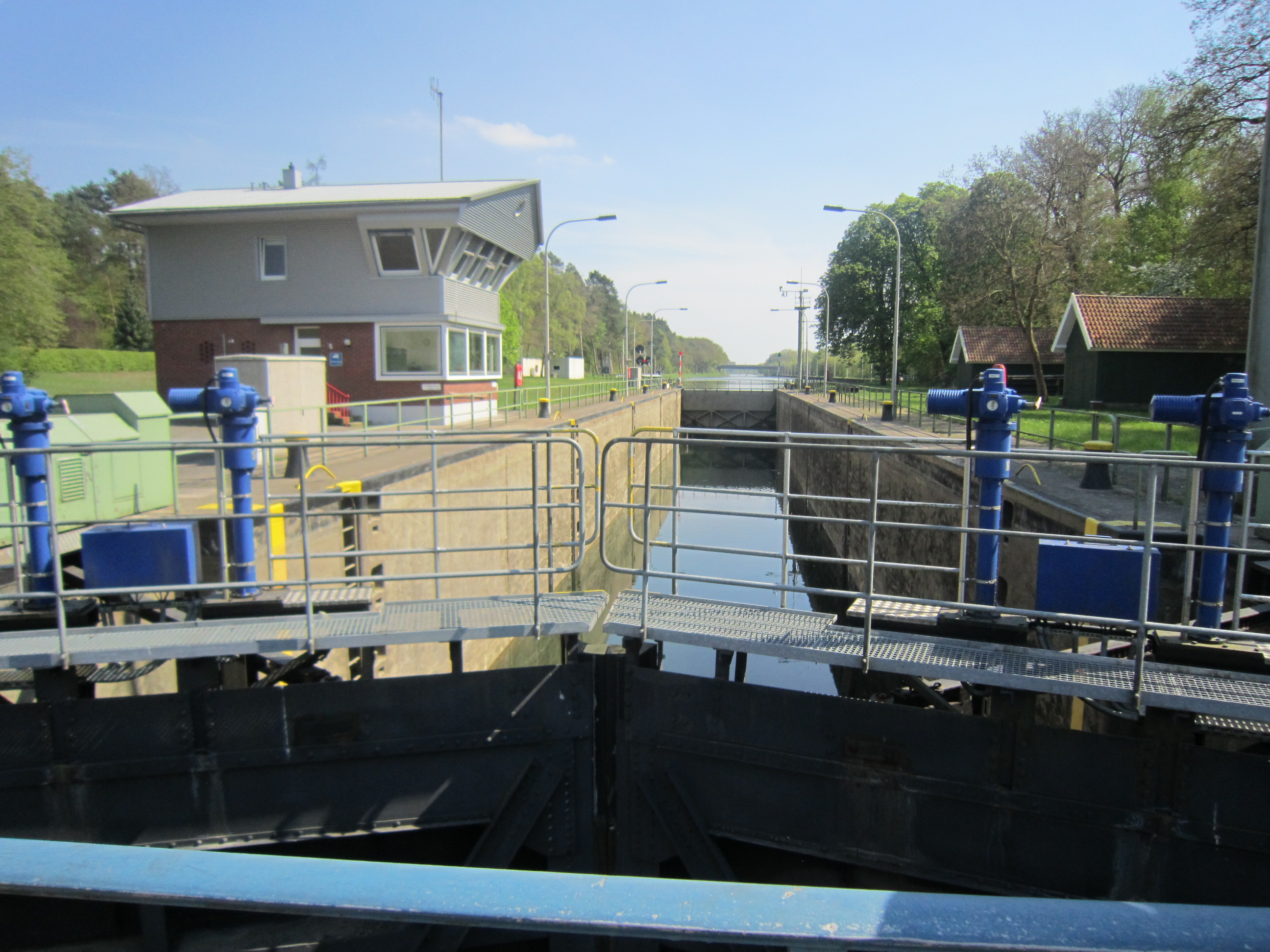
Hollager Schleuse im Stichkanal Osnabrück

Im Westen von Wallenhorst verläuft parallel zur Hase der 1910 bis 1915 erbaute Stichkanal Osnabrück, auch Zweigkanal Osnabrück genannt. Auf dem Gebiet der Gemeinde Wallenhorst befinden sich ein Yachthafen sowie die Schleuse Hollage. Der Kanal wird von Frachtschiffen und von Freizeitschiffen genutzt. Zwischen der Schleuse Hollage und der Einmündung des Stichkanals in den Mittellandkanal verkehrt im Sommerhalbjahr an Wochenenden regelmäßig ein Fahrgastschiff.

## Persönlichkeiten

### Söhne und Töchter Wallenhorsts
- Georg Budke (1900–1994), Politiker CDU
- Georg Hörnschemeyer (1907–1983), Bildhauer
- Hubert Müller (1936–1995), katholischer Priester, Theologe und Kirchenrechtler
- Günter Wulftange (* 1950), Fußballspieler
- Johanna Voß (* 1957), Politikerin Die Linke
- Guido Pott (* 1966), Politiker (SPD)
- Christina Kirk (* 1982), Bühnen- und Kostümbildnerin

### Persönlichkeiten, die mit der Gemeinde in Verbindung stehen
- Hans Josef Becher (1927–1993), Schauspieler, Dramaturg und Schauspiellehrer, 1993 in Wallenhorst gestorben
- Horst Georg Pöhlmann (1933–2022), evangelischer Theologe, lebte in Wallenhorst
- Martin Damus (1936–2013), Kunsthistoriker und Professor für Kunstgeschichte an der Universität Osnabrück, lebte in Wallenhorst
- Karl-Heinz Hornhues (* 1939), Politiker (CDU)
- Irmgard Vogelsang (1946–2019), Politikerin (CDU)
- Imre Sallay (* 1947), ungarischer Kapellmeister und Chordirektor der Städtischen Bühnen Osnabrück, lebe in Wallenhorst
- Clemens Lammerskitten (* 1957), Politiker (CDU)
- Oliver Schawe (* 1969), ehemaliger Weltmeister im Kickboxen und Weltcup-Sieger im Taekwondo
- Stefan Niggemeier (* 1969), Medienjournalist, wuchs in den Wallenhorster Ortsteilen Rulle und Lechtingen auf
- Jana Klinge (* 1981), Schauspielerin
- Robin Schulz (* 1987), deutscher DJ und Produzent
- Stefanie Hiekmann (* 1990), Foodjournalistin und Kochbuchautorin, wuchs im Wallenhorster Ortsteil Lechtingen auf

## Trivia
Ein im Wallenhorster Zentrum erbauter Kreisel sorgte im Jahr 2014 aufgrund einer teuren Lichtanlage für große, mediale Aufmerksamkeit. Im öffentlich-rechtlichen wie auch im privaten Fernsehen wurde über die verhältnismäßig teuren, mit LED-Lampen beleuchteten Gullydeckel berichtet, deren Installation 10.000 Euro gekostet habe. Im folgenden Jahr 2015 wurden diese Gullydeckel im Schwarzbuch des Bunds der Steuerzahler erwähnt.